# Prha

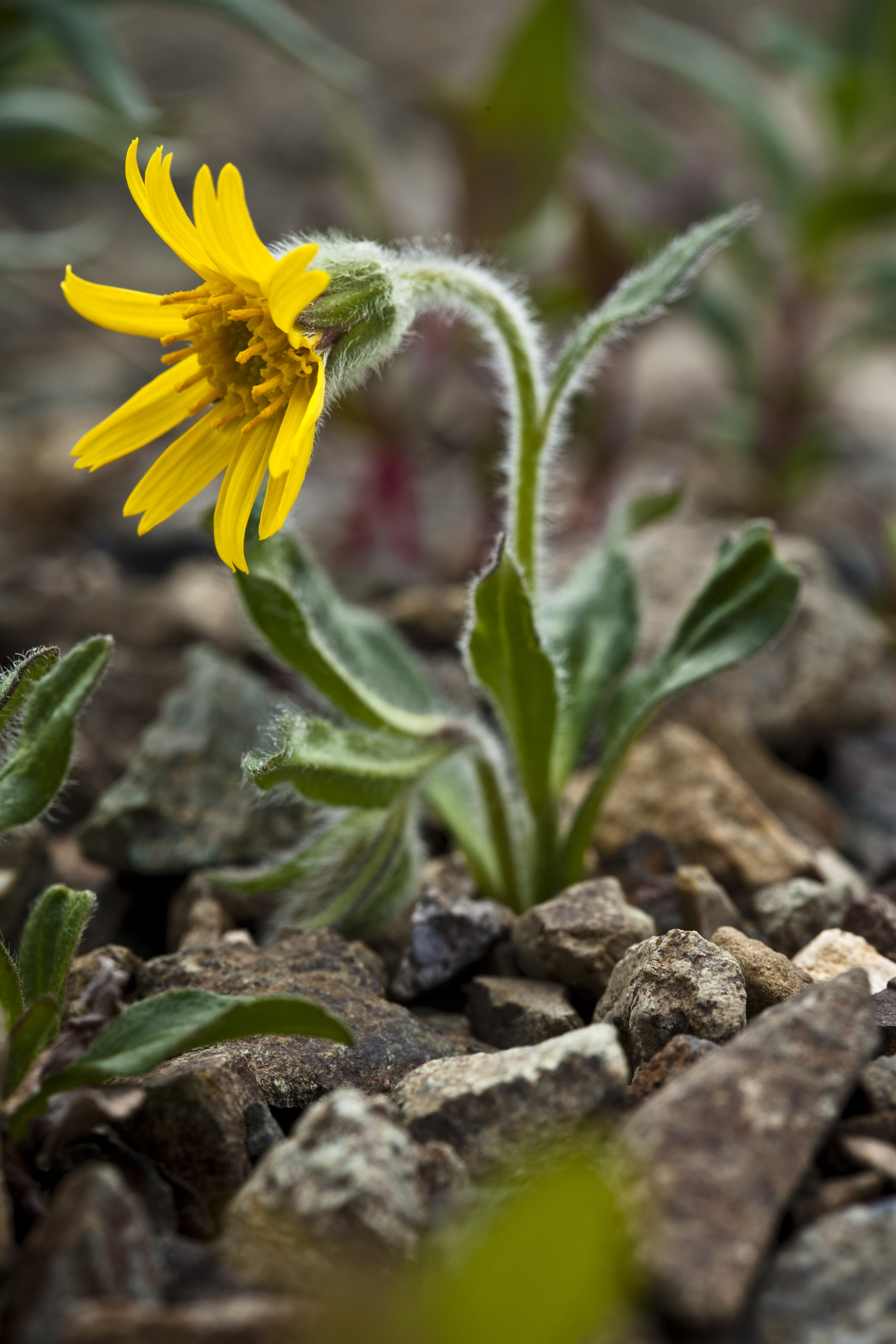
Prha Arnica lessingii

Prha (Arnica) je rod dvouděložných rostlin z čeledi hvězdnicovitých. Jsou to žlutě kvetoucí vytrvalé byliny se vstřícnými listy. Je známo okolo 30 druhů, vyskytují se v mírném pásu severní polokoule - v Evropě, Asii i Severní Americe. V České republice roste pouze prha arnika (Arnica montana), která je ceněnou léčivou rostlinou.

## Popis
Arniky jsou vytrvalé byliny se vzpřímenou, jednoduchou nebo větvenou lodyhou. Oddenek je krátký a tlustý. Listy jsou často uspořádány v přízemní růžici, případně jsou pouze lodyžní nebo obojí. Lodyžní listy jsou nejčastěji vstřícné, pouze u některých cizokrajných druhů jsou horní lodyžní listy menší a střídavé. Čepele listů mohou být celokrajné nebo zubaté. Květy jsou uspořádány v plochých či kulovitých úborech, které jsou buď jednotlivé nebo skládající vrcholíky či chocholíky. Úbor je podepřen zvonkovitým zákrovem. Lůžko květenství je vypouklé. Paprsčité květy na okraji úboru jsou žluté nebo oranžové, v počtu nejčastěji 5 až 22, případně chybějí. Střední trubkovité květy jsou žluté nebo výjimečně smetanové, s květní trubkou kratší než nálevkovité ústí. Prašníky tyčinek bývají žluté, pouze u některých zástupců jsou purpurové. Nažky jsou hnědé, šedé nebo černé, kuželovité, úzce vřetenovité nebo obvejčitě válcovité. Na povrchu mohou být nažky lysé, chlupaté nebo žláznaté a většinou nesou jednořadý vytrvalý pérovitý chmýr složený z 10 až 50 štětin.
U rodu arnika je běžná polyploidie a mnohé druhy jsou apomiktické.

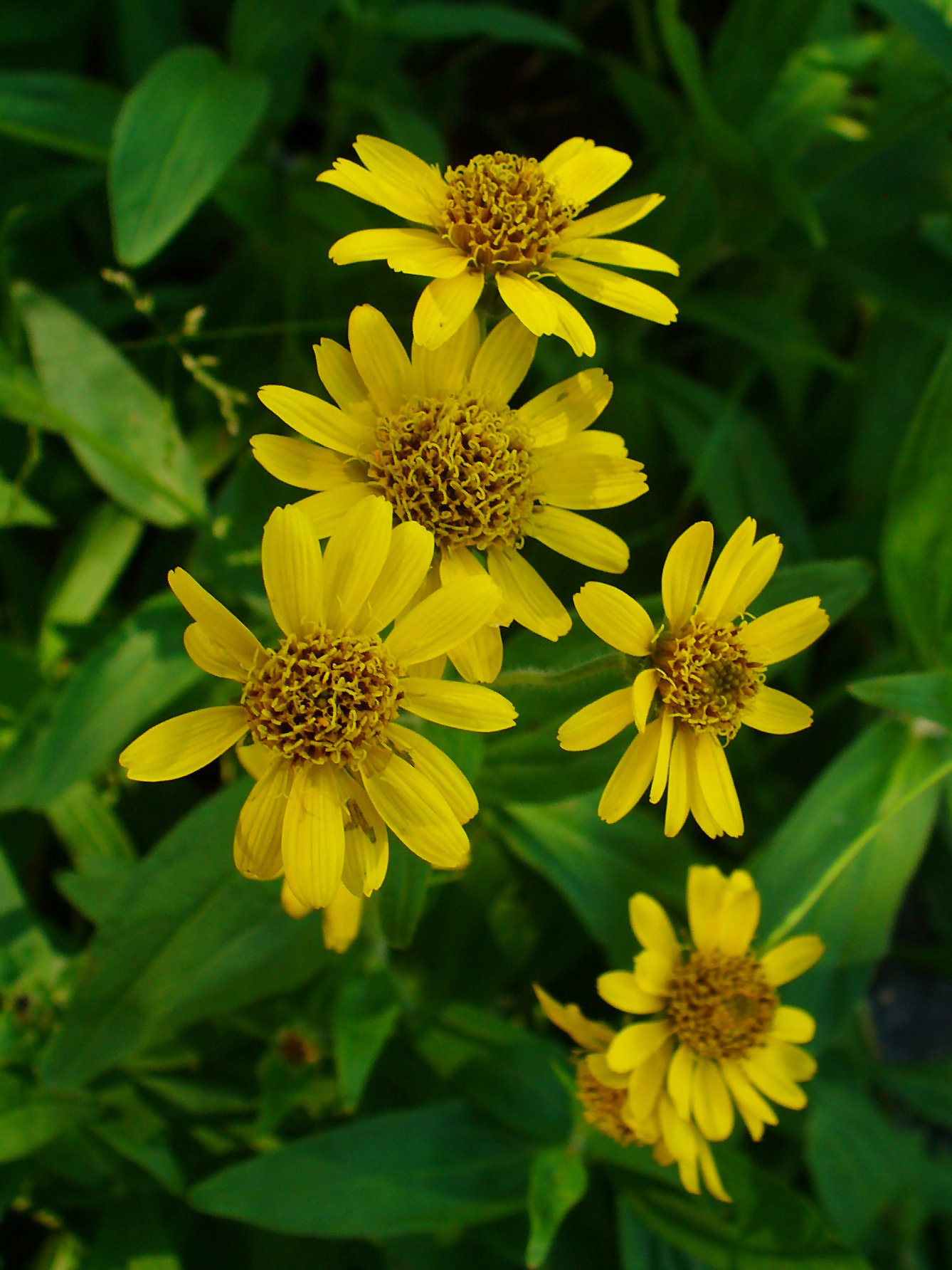
Prha Arnica chamissonis
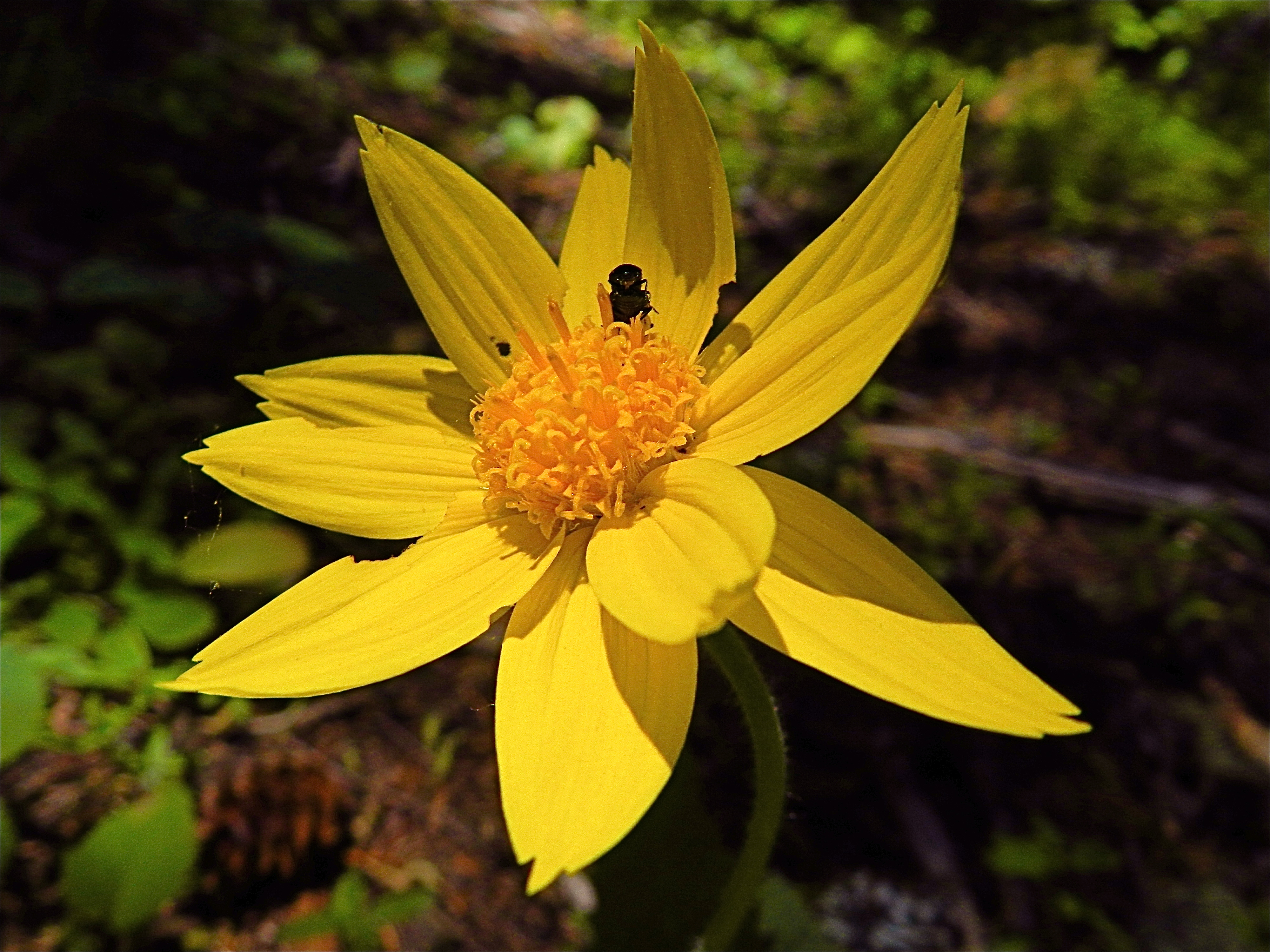
Detail květenství Arnica cordifolia
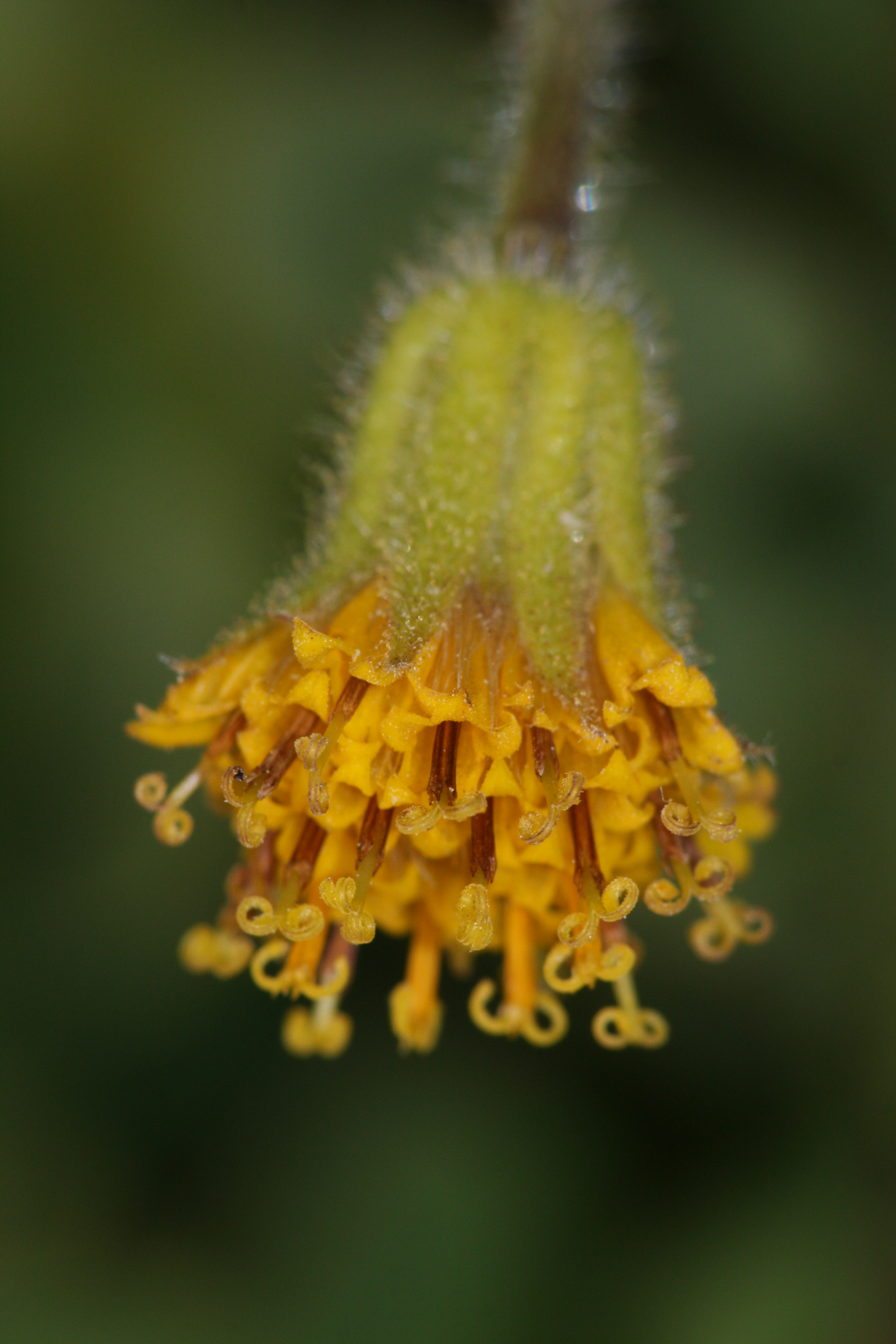
Detail květenství Arnica parryi
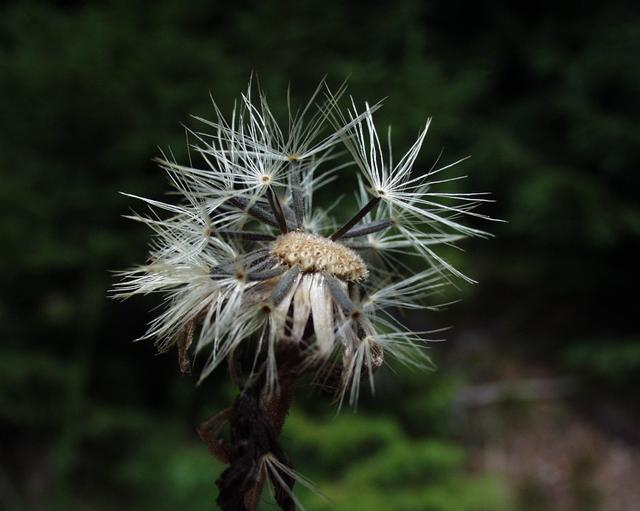
Plodenství prhy arniky (Arnica montana)

## Rozšíření
Rod arnika zahrnuje asi 30 druhů. Je rozšířen v mírném pásu Evropy, Asie (Japonsko a Rusko) i Severní Ameriky včetně Mexika. Nejvíce druhů se vyskytuje na západě Severní Ameriky. Arniky jsou převážně horské rostliny. Náležejí mezi ně široce rozšířené druhy stejně jako místní endemity. Některé druhy, jako je A. angustifolia, A. unalaschcensis, A. griscomii a A. lessingii, se vyskytují cirkumboreálně v Asii i Severní Americe.
V České republice se vyskytuje jediný druh, prha arnika (Arnica montana). Ta je rozšířena téměř po celé Evropě mimo její jihovýchodní části. Mimo to se v Evropě vyskytuje ještě druh Arnica angustifolia, který roste ve Skandinávii a severním Rusku.

## Ekologické interakce
Květy prh jsou navštěvovány hmyzem. U tohoto rodu rostlin je běžná apomixie, při níž k vytvoření semen není nutné opylení. Semena jsou u většiny druhů opatřena chmýrem a šířena větrem.

## Obsahové látky
Prhy (Arnica montana, A. chamissonis) obsahují seskviterpenoidní laktony (helenalin, dihydrohelenalin), flavonoidy (kvercetin, patuletin), fenylpropanové kyseliny (kys. kávová, kys. chlorogenová). Prhy mají protizánětlivé účinky a působí mimo jiné jako antioxidanty.

## Význam
Prha arnika (Arnica montana) je tradičně využívána jako léčivá rostlina. V lékařství se používá zejména v kardiologii, v lidovém léčitelství zevně na rány, otoky a záněty. Některé druhy jsou zřídka pěstovány jako okrasné trvalky.